# Nowy Kocin
Nowy Kocin [pronunciación en polaco: /ˈnɔvɨ ˈkɔt͡ɕin/] es un pueblo en el distrito administrativo de Gmina Mykanów, dentro del Distrito de Częstochowa, Voivodato de Silesia, en el sur de Polonia. Se encuentra aproximadamente 15 kilómetros al norte de Częstochowa y 77 kilómetros al norte de la capital regional, Katowice.
El pueblo tiene una población de 377 habitantes.